# Àger
Àger – gmina w Hiszpanii, w prowincji Lleida, w Katalonii, o powierzchni 161,08 km². W 2011 roku gmina liczyła 593 mieszkańców.